# 克里夫蘭冰川
76°55′S 162°1′E / 76.917°S 162.017°E
克里夫蘭冰川是南極洲的冰川，位於維多利亞地，寬4公里，流經莫里森山和布勒格山，最終在馬斯頓山以西注入麥基冰川，由英國探險隊發現。
 本条目引用的公有领域材料来自美国地质调查局的文档《克里夫蘭冰川》 （資料來自地名信息系统）。